# Никола Коцев (свещеник)
Никола Коцев е български свещеник, учител, участник в борбата за утвърждаване на Българската екзархия в Македония.

## Биография
Никола Коцев е роден през 1882 година в големия български македонски град Щип, тогава в Османската империя. Завършва Българската духовна семинария в Цариград в 1904 година. Става учител в Петрич, където се жени за учителката петричанка Павлина (Паулина) Вардева, завършила Солунската девическа гимназия през учебната 1901/1902 година.
По-късно напуска Петрич и става свещеник. През април 1910 година е назначен за председател на Българската църковно-училищна община в Петрич. След една година е преместен за председател на Българската църковно-училищна община в Ресен, откъдето напуска след избухването на Балканската война.